# James Nederlander
James Nederlander (ur. 31 marca 1922 w Detroit w stanie Michigan, zm. 25 lipca 2016) – amerykański przewodniczący organizacji Nederlander.

## Wyróżnienia
Posiada swoją gwiazdę na Hollywoodzkiej Alei Gwiazd.